# Tibouda
Tibouda est un village de pêcheurs situé à proximité du cap des Trois Fourches dans la province de Nador au nord du Maroc.
La pêche qui y est pratiquée est artisanale.

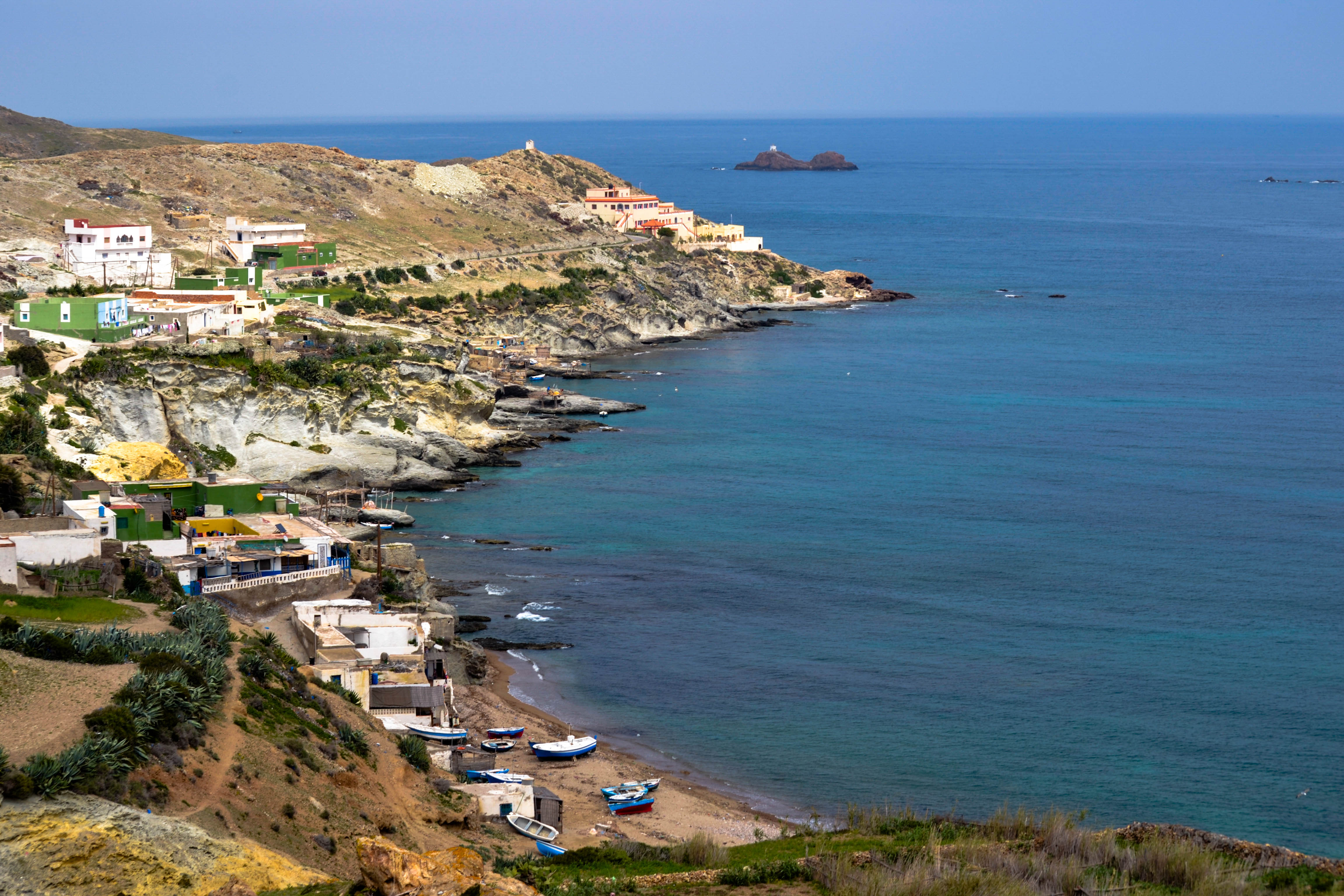
Vue du village en 2015.